# Deutsch-Danziger Volkspartei
Die Deutsch-Danziger Volkspartei (seit  1928/30 Deutsch-Danziger Wirtschaftspartei) war eine liberale Partei in der Freien Stadt Danzig in den 1920er und 1930er Jahren.

## Geschichte
Die Partei wurde Anfang der 1920er Jahre gegründet. Sie verstand sich als Landesverband Danzig der Deutschen Volkspartei, obwohl die Stadt zu dieser Zeit nicht zum Deutschen Reich gehörte. 1923 nahm sie erstmals an Wahlen zum Danziger Volkstag teil. 1924 stellte sie zwei Senatoren im Übergangssenat Sahm I/II für einige Monate.
1927 löste sich die Partei formal von der Deutschen Volkspartei im Reich und nannte sich nun Deutsch-Danziger Volkspartei. Danziger Wirtschaftspartei. 1930 trat sie als Deutsch-Danziger Wirtschaftspartei zu den Volktstagswahlen an. Im neuen Senat Ziehm stellte sie einen Senator.
Seit 1933 war die Partei nicht mehr bei Wahlen vertreten. Ihr ehemaliger Parteivorsitzender Kurt Blavier kam 1938 in Schutzhaft ums Leben.
Die Partei vertrat vor allem wirtschaftliche Interessen. Die meisten Mitglieder und Abgeordneten waren Handwerker und Unternehmer.

## Persönlichkeiten
Die Deutsch-Danziger Volkspartei erhielt 1923 6 Sitze und 1927 5 Sitze, 1930 als Deutsch-Danziger Wirtschaftspartei dann  2 Sitze.
- Kurt Blavier, Parteivorsitzender, Abgeordneter 1924–1933, Senator 1930–1933, Regierungsrat
- Ernst Briechle, Senator 1924, Direktor
- Ernst Unger, Senator 1924, wechselte 1927 zur Nationalliberalen Bürgerpartei, Apotheker
- Adelheid Mohn, Abgeordnete 1924–1927, Geschäftsführerin
- Anton Harnau, Abgeordneter 1924–1927, Tischlermeister
- Albert Falk, Abgeordneter 1924–1927, Maurermeister
- Otto Polster, Abgeordneter 1924–1927, Nachrücker für Senator Ernst Briechle, Kaufmann
- Werner Husen, Abgeordneter 1924–1927, Nachrücker für Senator Ernst Unger, Generalsekretär
- Emil Bahl, Abgeordneter bis 1927, Nachrücker, Schlossermeister
- Hermann Dinklage, Abgeordneter 1927–1930, Kaufmann
- Bernhard Müller, Abgeordneter 1927–1930, Bildhauer
- Walter Müller, Abgeordneter 1927–1930, Landwirt
- ein weiterer Abgeordneter 1927–1930
- Adolf Meier, Abgeordneter 1930–1933, Bäckermeister